# میسون تیمز
میسِن ثیمز (انگلیسی: Mason Thames; ‎/θeɪmz/‎, زادهٔ ۱۰ ژوئیه ۲۰۰۷) بازیگر اهل ایالات متحده آمریکا است. او با ایفای نقش اصلی در فیلم ترسناک تلفن سیاه (۲۰۲۲) شناخته شد و همچنین در فیلم چگونه اژدهای خود را تربیت کنیم (۲۰۲۵) نقش‌آفرینی کرده است.

## زندگی و حرفه
میسون تیمز زادهٔ دالاس، تگزاس، ایالات متحده است. او در سال ۲۰۱۹ در سه قسمت از فصل اول مجموعه تلویزیونی برای تمام بشریت محصول اپل تی‌وی پلاس حضور داشت.
تیمز نقش اصلی را در فیلم ترسناک تلفن سیاه (۲۰۲۱) به کارگردانی اسکات دریکسون ایفا کرد و در این فیلم در کنار ایثن هاک بازی کرد. این نقش‌آفرینی با تحسین گسترده‌ای از سوی منتقدان همراه شد و فیلم نیز نقدهای عمدتاً مثبتی دریافت کرد.
در خصوص انتخاب تیمز از میان صدها بازیگر دیگر، اسکات دریکسون کارگردان تلفن سیاه اظهار داشت: «او استعداد نادری دارد که حتی بسیاری از بازیگران حرفه‌ای بزرگسال هم فاقد آن هستند؛ توانایی درک صادقانه و احساسیِ هر لحظه، در هر برداشت، بدون اغراق در بازی. این ویژگی در نگاه و چهره‌اش پیداست و توانایی انجام چنین کاری به صورت واقعی و صادقانه، چیزی نیست که بتوان آموزش داد.» او قرار است در دنبالهٔ این فیلم نیز نقش خود را تکرار کند.
همچنین، تیمز در دو فصل نخست مجموعهٔ واکر، نقش جوانی کوردل واکر را ایفا کرده است. وی در فیلم کمدی ورودی محصول سال ۲۰۲۴ نیز به ایفای نقش پرداخت.
میسون تیمز در فیلم مستقل هیولای تابستان به کارگردانی دیوید هنری در کنار مل گیبسون نقش‌آفرینی کرد. او همچنین نقش هیکاپ را در بازسازی لایو اکشن فیلم چگونه اژدهای خود را تربیت کنیم (۲۰۲۵) بر پایهٔ فیلم پویانمایی سال ۲۰۱۰ ایفا کرده است.